# Cabrera (famiglia)

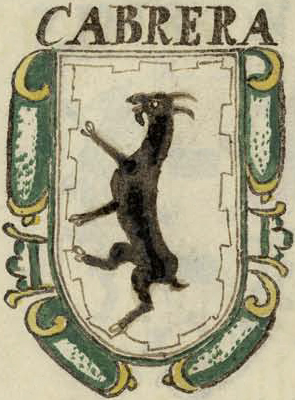
Stemma di Casa Cabrera

Il Casato dei Cabrera, talvolta indicati anche nella forma italianizzata Caprera, fu una casa feudale catalana, fondata nell'XI secolo. 
Tra le più potenti ed influenti famiglie della Corona d'Aragona, possedettero i titoli di Visconte di Cabrera, Visconte di Àger, Conte di Modica, Conte di Osona e Conte di Urgell.

## Storia
La fondazione del casato viene fatta risalire all'XI secolo, ed attribuita ad un Gausfredo († 1017), cavaliere di origine germanica, figlio di Vitale, che nel 1002 risulta essere il primo signore documentato del castello di Cabrera, nella comarca catalana di Osona.
A Gausfredo succedette il figlio Gueraldo I († 1050), che nel 1033 sposò Ermessenda di Montsoriu, XI viscontessa di Girona e figlia di Amato, e lo rese padre di Ponzio I. Primo visconte di Girona del suo casato, Ponzio I († 1105) sposò Letgarda di Tost, figlia di Arnau, visconte di Àger, da cui ebbe quattro figli; il primogenito fu Gueraldo II († 1132), XIII visconte di Girona, che dal nonno materno ereditò la Viscontea di Àger.  Vassallo dei Conti di Barcellona e dei Conti di Urgell, militò nell'esercito cristiano guidato dal re Alfonso I di Aragona nelle guerre contro i musulmani, tra cui la vittoriosa battaglia di Balaguer del 1106.
Ponzio II di Cabrera, XIII visconte di Girona († 1145), figlio di Gueraldo II, fu maggiordomo del re Alfonso VII di León, che lo creò Conte di Zamora. Fu suo successore il figlio Gueraldo III († 1180), che nel 1145 cambiò la denominazione della Viscontea di Girona in quella di Viscontea di Cabrera; fu trovatore in lingua occitana e fondò il monastero di Santa Maria de Roca-rossa. Dalla moglie Berengaria di Queralt, figlia di Berengario, conte di Queralt, ebbe i figli Ponzio e Arsenda, quest'ultima moglie del conte Ermengol VI di Urgell.
Ponzio di Cabrera e Queralt, terzo nel nome e II visconte di Cabrera († 1199), sposò la cugina Marchesa di Urgell, figlia di Ermengol, da cui ebbe i figli Gueraldo e Ponzio. Il primogenito Gueraldo, III visconte di Cabrera († 1228), nel 1213 si impossessò della Contea di Urgell, usurpata ai danni della cugina, la contessa Aurembiaix di Urgell. Sposato con la nobildonna Eilo Pérez de Castro, figlia di Pietro, signore di Paredes, ebbe cinque figli, tra cui Ponzio e Gueraldo, con il primo che gli succedette nel titolo di Conte di Urgell, e il secondo in quello di Visconte di Cabrera.
I Cabrera persero il possesso della Contea di Urgell nel 1314, dopo la morte del Conte Ermengardo X, il quale per testamento dispose il suo passaggio alla nobildonna Teresa di Entenza, nipote di Eleonora d'Urgell sorellastra del padre il Conte Alvaro († 1267), che fu moglie del re Alfonso IV di Aragona, ed attraverso questa unione la contea passò in dote agli Aragona.
Con Gueraldo V  († 1242), continuò la linea dei Visconti di Cabrera che acquisirono il possesso di altri feudi, come la signoria di Montclús, e a metà XIII secolo fondarono la località di Hostalric, di cui furono signori. Sposato con Raimonda di Moncada dei signori di Tortosa, ebbe quattro figli, tra cui Gueraldo, X visconte di Cabrera († 1278), e Raimondo; quest'ultimo fu milite al servizio del re Giacomo II d'Aragona nelle Guerre del Vespro in Sicilia, dove morì in battaglia nel 1298 durante l'assedio di Siracusa.
Gueraldo VI ebbe una sola figlia femmina, Marchesa († 1328), attraverso la quale la Viscontea di Cabrera passò per via matrimoniale al conte Ponce V di Empúries, suo marito. Morto il Conte di Empúries nel 1313 senza lasciare eredi, i feudi della famiglia Cabrera furono ereditati dalla vedova, alla quale dopo la morte succedette il cugino Bernardo, figlio di Raimondo.
Bernardo di Cabrera e Montclús, XI visconte di Cabrera († 1332), prese parte alla Conquista aragonese della Sardegna del 1323-26. Sposato alla nobildonna andalusa Elionor di Aguilar e Cardona, ebbe da costei tre figli, e di questi il figlio ed erede maschio fu Bernardo II. Bernardo di Cabrera e Aguilar, XII visconte di Cabrera (1298-1364), servì il re Pietro IV di Aragona detto il Cerimonioso, nelle spedizioni aragonesi in Sardegna e Castiglia, e per i suoi servigi il sovrano aragonese gli concedette la Viscontea di Bas e lo creò I conte di Osona nel 1356. Consigliere del Re Pietro, fu vittima di una congiura organizzata dai nobili aragonesi che lo fecero accusare di tradimento, e perciò condannato alla decapitazione e alla confisca dei beni, nel 1364. Il patrimonio confiscato al visconte Bernardo II di Cabrera, venne recuperato nel 1372 dal nipote Bernardo IV, che ne ottenne la restituzione per ravvedimento del Re d'Aragona, il quale riconobbe l'errore commesso.
Bernardo di Cabrera e Foix, XIII visconte di Cabrera (1350-1423), fu il più illustre dei membri del suo casato. Fedele servitore della Corona d'Aragona, ebbe un ruolo attivo nella sottomissione della Sicilia, la cui nobiltà non riconosceva Martino di Luna, consorte della regina Maria di Sicilia, quale suo sovrano. Nel 1392, Martino fu incoronato Re di Sicilia, e il Cabrera fu premiato da questi dapprima con la nomina a Grande ammiraglio del Regno, e successivamente con l'investitura della Contea di Modica, il feudo più ricco ed importante di Sicilia, con amplissimi poteri mediante la formula Sicut Ego in Regno Meo, et Tu in Comitato Tuo. Divenuto il più potente feudatario dell'isola, dopo la morte del Re Martino nel 1410, tentò di impadronirsi del Regno di Sicilia - di cui era divenuto Gran giustiziere - cercando di spodestare dal trono Bianca di Navarra, seconda moglie di Martino. Sposato in prime nozze con la nobildonna Timbora d'Aragona e Arenós, e in seconde nozze con Cecilia d'Aragona e Monferrato dei conti di Urgell, ebbe quattro figli. Morto di peste nel 1423, gli succedette nei titoli e nei beni il primogenito Bernardo Giovanni (1400-1466), che fu capitano generale dell'armata catalana nella spedizione aragonese nel Regno di Napoli del 1436. Sposato con la nobildonna Violante di Prades e Aragona dei signori di Caccamo, ebbe quattro figli, tra cui Giovanni, XV visconte di Cabrera e XI conte di Modica (1425-1474), che nel 1461 fu capitano generale dell'esercito della Corona d'Aragona nelle battaglie contro la Francia.
I Cabrera si estinsero in linea maschile con Giovanni di Cabrera e Ximénez, figlio del predetto Conte Giovanni, al quale succedette ancora in tenera età nel possesso dei suoi Stati, e che morì nel 1477. Gli succedettero la sorella maggiore Anna (1459-1526), e la figlia del suo fratellastro Giovanni, anch'ella di nome Anna (1510-1565), che fu moglie dell'ammiraglio Luis Enríquez y Téllez-Girón, duca di Medina de Rioseco, ed attraverso questa unione, tutti i beni feudali della famiglia passarono agli Enriquez.

## Genealogia
Signori di Cabrera e Visconti di Girona
|                                                                      |                                                                      |            |            | | |                                         |                                         | | |                                                                                              |                                                                                              |                                        |                                                                                        |            |            |          |          |
|                                                                      |                                                                      |            |            | | |                                         |                                         | | |                                                                                              |                                                                                              |                                        | Gausfredo, signore di Cabrera († 1017) NN                                              |            |            |          |          |
|                                                                      |                                                                      |            |            | | |                                         |                                         | | |                                                                                              |                                                                                              |                                        |                                                                                        |            |            |          |          |
|                                                                      |                                                                      |            |            | | |                                         |                                         | | |                                                                                              |                                                                                              |                                        |                                                                                        |            |            |          |          |
|                                                                      |                                                                      |            |            | | |                                         |                                         | | |                                                                                              |                                                                                              |                                        | Gueraldo I, signore di Cabrera († 1050) Ermessenda di Montsoriu, viscontessa di Girona |            |            |          |          |
|                                                                      |                                                                      |            |            | | |                                         |                                         | | |                                                                                              |                                                                                              |                                        |                                                                                        |            |            |          |          |
|                                                                      |                                                                      |            |            | | |                                         |                                         | | |                                                                                              |                                                                                              |                                        |                                                                                        |            |            |          |          |
|                                                                      |                                                                      |            |            | | |                                         |                                         | | | Ponzio, visconte di Girona e signore di Cabrera († 1105) I Beatrice (?), II Letgarda di Tost | Ponzio, visconte di Girona e signore di Cabrera († 1105) I Beatrice (?), II Letgarda di Tost | Siccarda Alemando, signore di Cervelló | Siccarda Alemando, signore di Cervelló                                                 | Ermessenda | Ermessenda | Bernardo | Bernardo |
|                                                                      |                                                                      |            |            | | |                                         |                                         | | |                                                                                              |                                                                                              |                                        |                                                                                        |            |            |          |          |
|                                                                      |                                                                      |            |            | | |                                         |                                         | | |                                                                                              |                                                                                              |                                        |                                                                                        |            |            |          |          |
|                                                                      |                                                                      |            |            | | |                                         |                                         | II Gueraldo II, visconte di Girona e di Àger e signore di Cabrera(† 1132) I Elvira (?), II Stefania (?) | II Gueraldo II, visconte di Girona e di Àger e signore di Cabrera(† 1132) I Elvira (?), II Stefania (?) | II Ponzio                                                                                    | II Ponzio                                                                                    | II Pietro, canonico di Vic             | II Pietro, canonico di Vic                                                             |            |            |          |          |
|                                                                      |                                                                      |            |            | | |                                         |                                         | | |                                                                                              |                                                                                              |                                        |                                                                                        |            |            |          |          |
|                                                                      |                                                                      |            |            | | |                                         |                                         | | |                                                                                              |                                                                                              |                                        |                                                                                        |            |            |          |          |
|                                                                      |                                                                      |            |            | II Ponzio II, visconte di Girona e di Àger e signore di Cabrera(† 1145) I Sancia (?), II Maria Fernandez di Traba (?) | II Ponzio II, visconte di Girona e di Àger e signore di Cabrera(† 1145) I Sancia (?), II Maria Fernandez di Traba (?) | II Arsenda Ermengol VI di Urgell        | II Arsenda Ermengol VI di Urgell        | II Gueraldo, signore di Montsonís e Ventoses                                                            | II Gueraldo, signore di Montsonís e Ventoses                                                            | II Bernardo Gueraldo                                                                         | II Bernardo Gueraldo                                                                         | II Pietro                              | II Pietro                                                                              |            |            |          |          |
|                                                                      |                                                                      |            |            | | |                                         |                                         | | |                                                                                              |                                                                                              |                                        |                                                                                        |            |            |          |          |
|                                                                      |                                                                      |            |            | | |                                         |                                         | | |                                                                                              |                                                                                              |                                        |                                                                                        |            |            |          |          |
| I Gueraldo III, I visconte di Cabrera († 1180) Berengaria di Queralt | I Gueraldo III, I visconte di Cabrera († 1180) Berengaria di Queralt | I Beatrice | I Beatrice | I Ferdinando Ponzio il maggiore                                                                                       | I Ferdinando Ponzio il maggiore                                                                                       | I Sancia († 1176) Vela Gutiérrez, conte | I Sancia († 1176) Vela Gutiérrez, conte | II Ferdinando Ponzio il minore Stefania López                                                           | II Ferdinando Ponzio il minore Stefania López                                                           |                                                                                              |                                                                                              |                                        |                                                                                        |            |            |          |          |

Visconti di Cabrera e Conti di Modica
|                                                              |                                                              |                                                                                         |                                                                                         |                  | | |                                                                                         | | |                                                                              |                                                                        |                                                                                      |                                                                                      |                                                             |                                                             |                                                                       |                                                                       |                                          |                                          |
|                                                              |                                                              |                                                                                         |                                                                                         |                  | | |                                                                                         | | |                                                                              |                                                                        |                                                                                      | I Gueraldo III, I visconte di Cabrera († 1180) Berengaria di Queralt                 |                                                             |                                                             |                                                                       |                                                                       |                                          |                                          |
|                                                              |                                                              |                                                                                         |                                                                                         |                  | | |                                                                                         | | |                                                                              |                                                                        |                                                                                      |                                                                                      |                                                             |                                                             |                                                                       |                                                                       |                                          |                                          |
|                                                              |                                                              |                                                                                         |                                                                                         |                  | | |                                                                                         | | |                                                                              |                                                                        |                                                                                      |                                                                                      |                                                             |                                                             |                                                                       |                                                                       |                                          |                                          |
|                                                              |                                                              |                                                                                         |                                                                                         |                  | | |                                                                                         | | |                                                                              |                                                                        |                                                                                      | Ponzio III, II visconte di Cabrera († 1199) Marchesa di Urgell                       |                                                             |                                                             |                                                                       |                                                                       |                                          |                                          |
|                                                              |                                                              |                                                                                         |                                                                                         |                  | | |                                                                                         | | |                                                                              |                                                                        |                                                                                      |                                                                                      |                                                             |                                                             |                                                                       |                                                                       |                                          |                                          |
|                                                              |                                                              |                                                                                         |                                                                                         |                  | | |                                                                                         | | |                                                                              |                                                                        |                                                                                      |                                                                                      |                                                             |                                                             |                                                                       |                                                                       |                                          |                                          |
|                                                              |                                                              |                                                                                         |                                                                                         |                  | | |                                                                                         | | |                                                                              |                                                                        | Gueraldo IV, III visconte di Cabrera e conte di Urgell († 1228) Eilo Pérez de Castro | Gueraldo IV, III visconte di Cabrera e conte di Urgell († 1228) Eilo Pérez de Castro | Ponzio († 1205)                                             | Ponzio († 1205)                                             |                                                                       |                                                                       |                                          |                                          |
|                                                              |                                                              |                                                                                         |                                                                                         |                  | | |                                                                                         | | |                                                                              |                                                                        |                                                                                      |                                                                                      |                                                             |                                                             |                                                                       |                                                                       |                                          |                                          |
|                                                              |                                                              |                                                                                         |                                                                                         |                  | | |                                                                                         | | |                                                                              |                                                                        |                                                                                      |                                                                                      |                                                             |                                                             |                                                                       |                                                                       |                                          |                                          |
|                                                              |                                                              |                                                                                         |                                                                                         |                  | | | Ponzio IV, conte di Urgell (1216-1243) I Aurembiaix di Moncada, II Maria Gonzales Giron | Ponzio IV, conte di Urgell (1216-1243) I Aurembiaix di Moncada, II Maria Gonzales Giron                                                   | |                                                                              |                                                                        | Gueraldo V, IV visconte di Cabrera († 1242) Raimonda di Moncada                      | Gueraldo V, IV visconte di Cabrera († 1242) Raimonda di Moncada                      | Alemanda Guglielmo, signore di Cervelló                     | Alemanda Guglielmo, signore di Cervelló                     | Rodrigo Ponzio, signore di Cigales, Mucientes e Santa Olalla († 1259) | Rodrigo Ponzio, signore di Cigales, Mucientes e Santa Olalla († 1259) | Rodrigo, signore di Viacampo e Benavarri | Rodrigo, signore di Viacampo e Benavarri |
|                                                              |                                                              |                                                                                         |                                                                                         |                  | | |                                                                                         | | |                                                                              |                                                                        |                                                                                      |                                                                                      |                                                             |                                                             |                                                                       |                                                                       |                                          |                                          |
|                                                              |                                                              |                                                                                         |                                                                                         |                  | | |                                                                                         | | |                                                                              |                                                                        |                                                                                      |                                                                                      |                                                             |                                                             |                                                                       |                                                                       |                                          |                                          |
|                                                              |                                                              |                                                                                         |                                                                                         |                  | | | (Cabrera di Urgell)                                                                     | (Cabrera di Urgell) | Gueraldo VI, V visconte di Cabrera († 1278) Sancia di Santa Eugènia de Berga                                                              | Gueraldo VI, V visconte di Cabrera († 1278) Sancia di Santa Eugènia de Berga | Raimondo, barone di Montclús († 1298) Alamanda di Montclús             | Raimondo, barone di Montclús († 1298) Alamanda di Montclús                           | Margherita Dionigi di Szepes                                                         | Margherita Dionigi di Szepes                                | Gueralda Guglielmo, barone di Montclús                      | Gueralda Guglielmo, barone di Montclús                                |                                                                       |                                          |                                          |
|                                                              |                                                              |                                                                                         |                                                                                         |                  | | |                                                                                         | | |                                                                              |                                                                        |                                                                                      |                                                                                      |                                                             |                                                             |                                                                       |                                                                       |                                          |                                          |
|                                                              |                                                              |                                                                                         |                                                                                         |                  | | |                                                                                         | | |                                                                              |                                                                        |                                                                                      |                                                                                      |                                                             |                                                             |                                                                       |                                                                       |                                          |                                          |
|                                                              |                                                              |                                                                                         |                                                                                         |                  | | |                                                                                         | | Marchesa, VI viscontessa di Cabrera († 1328) Ponzio, conte di Empúries                                                                    | Marchesa, VI viscontessa di Cabrera († 1328) Ponzio, conte di Empúries       | Bernardo I, VII visconte di Cabrera († 1332) Eleonora Yáñez de Aguilar | Bernardo I, VII visconte di Cabrera († 1332) Eleonora Yáñez de Aguilar               |                                                                                      |                                                             |                                                             |                                                                       |                                                                       |                                          |                                          |
|                                                              |                                                              |                                                                                         |                                                                                         |                  | | |                                                                                         | | |                                                                              |                                                                        |                                                                                      |                                                                                      |                                                             |                                                             |                                                                       |                                                                       |                                          |                                          |
|                                                              |                                                              |                                                                                         |                                                                                         |                  | | |                                                                                         | | |                                                                              |                                                                        |                                                                                      |                                                                                      |                                                             |                                                             |                                                                       |                                                                       |                                          |                                          |
|                                                              |                                                              |                                                                                         |                                                                                         |                  | | |                                                                                         | | |                                                                              | Bernardo II, VIII visconte di Cabrera (1298-1364) Timbora di Fenollet  |                                                                                      |                                                                                      |                                                             |                                                             |                                                                       |                                                                       |                                          |                                          |
|                                                              |                                                              |                                                                                         |                                                                                         |                  | | |                                                                                         | | |                                                                              |                                                                        |                                                                                      |                                                                                      |                                                             |                                                             |                                                                       |                                                                       |                                          |                                          |
|                                                              |                                                              |                                                                                         |                                                                                         |                  | | |                                                                                         | | |                                                                              |                                                                        |                                                                                      |                                                                                      |                                                             |                                                             |                                                                       |                                                                       |                                          |                                          |
|                                                              |                                                              |                                                                                         |                                                                                         |                  | | |                                                                                         | | | Ponzio IV († 1349) Timbora di Fenollet                                       | Ponzio IV († 1349) Timbora di Fenollet                                 | Bernardo III, IX visconte di Cabrera († 1368) Margherita di Foix                     | Bernardo III, IX visconte di Cabrera († 1368) Margherita di Foix                     |                                                             |                                                             |                                                                       |                                                                       |                                          |                                          |
|                                                              |                                                              |                                                                                         |                                                                                         |                  | | |                                                                                         | | |                                                                              |                                                                        |                                                                                      |                                                                                      |                                                             |                                                             |                                                                       |                                                                       |                                          |                                          |
|                                                              |                                                              |                                                                                         |                                                                                         |                  | | |                                                                                         | | |                                                                              |                                                                        |                                                                                      |                                                                                      |                                                             |                                                             |                                                                       |                                                                       |                                          |                                          |
|                                                              |                                                              |                                                                                         |                                                                                         |                  | | |                                                                                         | Bernardo III, IX visconte di Cabrera e conte di Modica (1350-1423) I Timbora d'Aragona-Prades e Arenós, II Cecilia d'Aragona e Monferrato | Bernardo III, IX visconte di Cabrera e conte di Modica (1350-1423) I Timbora d'Aragona-Prades e Arenós, II Cecilia d'Aragona e Monferrato | Giovanna Pietro d'Aragona, barone di Entenza                                 | Giovanna Pietro d'Aragona, barone di Entenza                           | Ponzio                                                                               | Ponzio                                                                               | Costanza, badessa del monastero di Valldonzella (1364-1437) | Costanza, badessa del monastero di Valldonzella (1364-1437) | Margherita                                                            | Margherita                                                            |                                          |                                          |
|                                                              |                                                              |                                                                                         |                                                                                         |                  | | |                                                                                         | | |                                                                              |                                                                        |                                                                                      |                                                                                      |                                                             |                                                             |                                                                       |                                                                       |                                          |                                          |
|                                                              |                                                              |                                                                                         |                                                                                         |                  | | |                                                                                         | | |                                                                              |                                                                        |                                                                                      |                                                                                      |                                                             |                                                             |                                                                       |                                                                       |                                          |                                          |
|                                                              |                                                              |                                                                                         |                                                                                         |                  | I Bernardo Giovanni, X visconte di Cabrera e conte di Modica (1400-1466) Violante di Prades e Aragona | I Bernardo Giovanni, X visconte di Cabrera e conte di Modica (1400-1466) Violante di Prades e Aragona | I Timbora Giovanni Fernández di Híjar                                                   | I Timbora Giovanni Fernández di Híjar | I Eleonora Gilberto Centelles | I Eleonora Gilberto Centelles                                                | I Sancia Gimena Arcimbaldo di Foix-Grailly                             | I Sancia Gimena Arcimbaldo di Foix-Grailly                                           |                                                                                      |                                                             |                                                             |                                                                       |                                                                       |                                          |                                          |
|                                                              |                                                              |                                                                                         |                                                                                         |                  | | |                                                                                         | | |                                                                              |                                                                        |                                                                                      |                                                                                      |                                                             |                                                             |                                                                       |                                                                       |                                          |                                          |
|                                                              |                                                              |                                                                                         |                                                                                         |                  | | |                                                                                         | | |                                                                              |                                                                        |                                                                                      |                                                                                      |                                                             |                                                             |                                                                       |                                                                       |                                          |                                          |
|                                                              |                                                              | Giovanni, XI visconte di Cabrera e conte di Modica (1425-1474) Giovanna Ximenes de Foix | Giovanni, XI visconte di Cabrera e conte di Modica (1425-1474) Giovanna Ximenes de Foix | Giacomo († 1467) | Giacomo († 1467)                                                                                      | Bernardo († 1467)                                                                                     | Bernardo († 1467)                                                                       | Isabella († 1504) Giovanni Raimondo Folch III de Cardona                                                                                  | Isabella († 1504) Giovanni Raimondo Folch III de Cardona                                                                                  |                                                                              |                                                                        |                                                                                      |                                                                                      |                                                             |                                                             |                                                                       |                                                                       |                                          |                                          |
|                                                              |                                                              |                                                                                         |                                                                                         |                  | | |                                                                                         | | |                                                                              |                                                                        |                                                                                      |                                                                                      |                                                             |                                                             |                                                                       |                                                                       |                                          |                                          |
|                                                              |                                                              |                                                                                         |                                                                                         |                  | | |                                                                                         | | |                                                                              |                                                                        |                                                                                      |                                                                                      |                                                             |                                                             |                                                                       |                                                                       |                                          |                                          |
| Giovanni, XII visconte di Cabrera e conte di Modica († 1477) | Giovanni, XII visconte di Cabrera e conte di Modica († 1477) | Anna, XIII viscontessa di Cabrera e contessa di Modica (1459-1526)                      | Anna, XIII viscontessa di Cabrera e contessa di Modica (1459-1526)                      | Isabella         | Isabella                                                                                              | |                                                                                         | | |                                                                              |                                                                        |                                                                                      |                                                                                      |                                                             |                                                             |                                                                       |                                                                       |                                          |                                          |

## Armoriale
Lo stemma della famiglia Cabrera ha come simbolo una capra di colore nero su un campo d'oro, introdotto nel 1223 dal visconte Gueraldo IV di Cabrera. Da lui derivò il ramo dei Conti di Urgell che modificò il proprio blasone con l'aggiunta dello scaccato d'oro e nero.

Stemma dei Cabrera
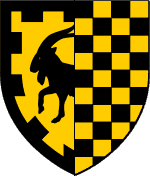
Stemma dei Cabrera conti di Urgell